# مورين غرين
مورين غرين (بالإنجليزية: Maureen Green)‏ هي سمسارة العقارات ومذيعة أخبار أمريكية، ولدت في 6 يونيو 1957.